# Дракула (растение)
Дракула (лат. Dracula) — род эпифитных растений из семейства Орхидные (Orchidaceae), распространённых во влажных лесах Центральной и Южной Америки. Род насчитывает 123 вида.
Многие виды дракулы выращиваются как красивоцветущие оранжерейные или комнатные растения.

## Название
Перевод научного названия dracula — «сын дракона», «маленький дракон», «дракончик». Такое название объясняется формой цветка, напоминающей мордочку маленького дракона.

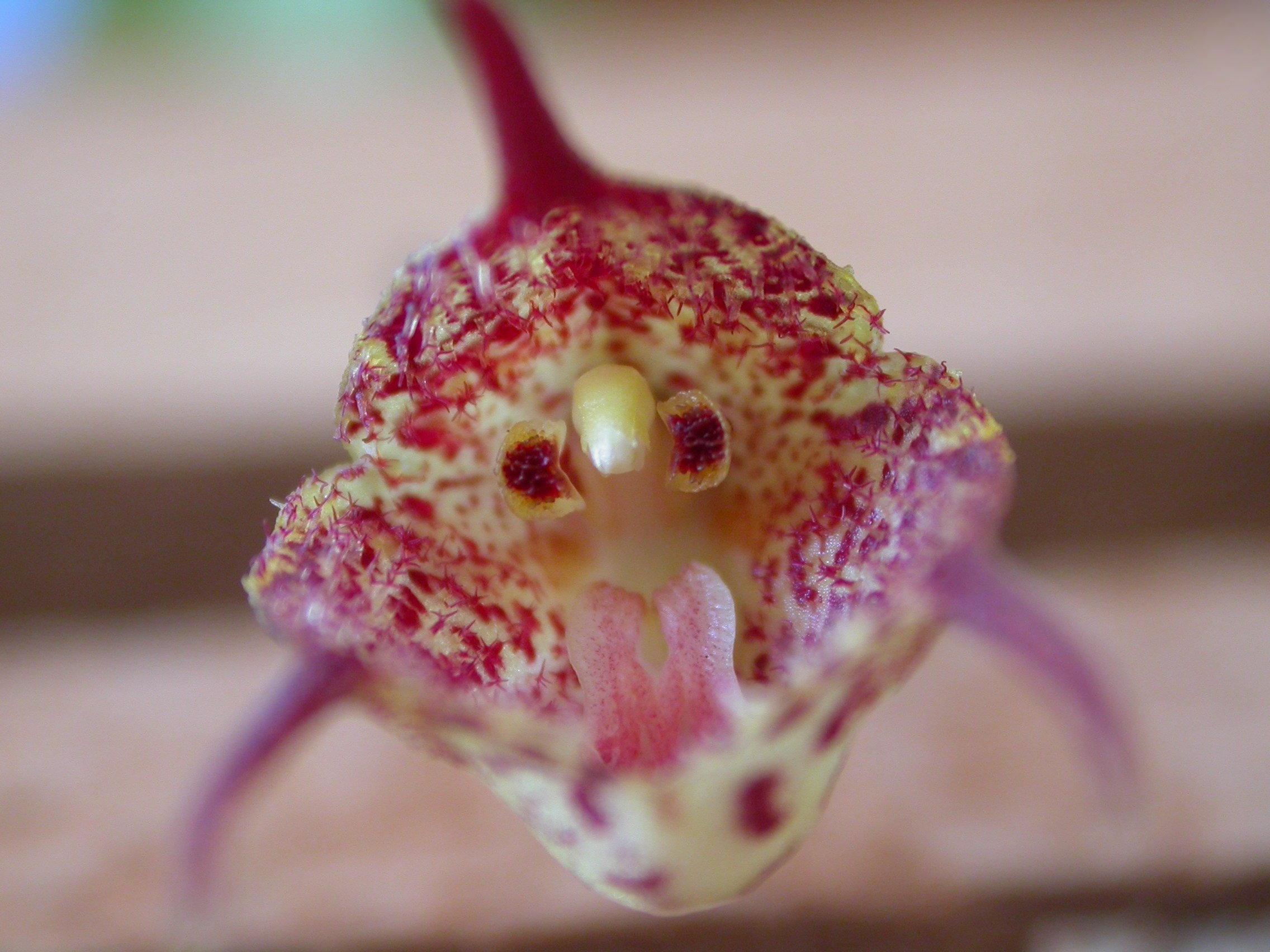
Dracula mopsus. Цветок, похожий на морду дракона.

Видовые эпитеты в названиях многих видов этого рода имеют отношение к именам чудовищ, нечистой силы, а также к графу Дракуле (chimaera, diabola, fafnir, gorgona, gorgonella, nosferatu, polyphemus, vampira, vlad-tepes).
В русскоязычной литературе по цветоводству существительное «дракула» в значении «название рода растений» считается женского рода по аналогии с научным (латинским) названием; к примеру, для научного названия Dracula bella приводится русское название «Дракула красивая».
Аббревиатура родового названия в промышленном и любительском цветоводстве — Drac.

## История описания
Из тех видов, которые сейчас включены в род Дракула, первым был описан вид Masdevallia chimaera (сейчас — Dracula chimaera): это было сделано Генрихом Густавом Райхенбахом (1823—1889) на основе растения, найденного в марте 1870 года в Западных Кордильерах сборщиком орхидей Бенедиктом Роэлем. Род Dracula был выделен из рода Масдеваллия (Masdevallia) в 1978 году.
На страницах «The Gardener’s Chronicle» Генрих Райхенбах писал: «…что это был незабываемый момент в моей орхидной жизни, когда я впервые увидел этот цветок… Я мог доверять своим глазам? Я грезил? Я был счастлив, поскольку это было великое благо, что я увидел это чудо, которое скрывалось в одиночестве тысячи лет. Я едва ли поверил бы в такую вещь из простого описания. Поэтому я назвал её химерой».

## Распространение
Северная граница ареала рода — Южная Мексика, южная граница ареала — Перу. В Мексике, Гватемале, Гондурасе, Никарагуа, Коста-Рике, Панаме и Перу встречаются отдельные виды, основное же разнообразие видов наблюдается в Колумбии и Эквадоре. Нередко отдельные виды имеют очень ограниченную зону распространения и встречаются, к примеру, в одной-единственной долине.
| |
| |
| Вверху: Dracula polyphemus, строение цветка: - пятнистый капюшон на заднем плане — сросшиеся чашелистики; - бледно-лиловое образование с прожилками — губа (видоизменённый лепесток); - два небольших крылышка выше — еще два лепестка; - образование, находящееся между ними — колонка (андроцей, сросшийся с гинецеем). Внизу: цветок одного из видов дракулы — Dracula chestertonii. Бело-розовое образование с красными прожилками — губа. |

Дракулы растут на высоте от полутора до двух с половиной километров над уровнем моря на лесистых склонах Кордильер — обычно на стволах больших деревьев, не выше трёх метров от земли, а иногда и на земле. Не переносят изменения условий существования: если дерево, на котором находилось растение, упадёт по естественным причинам или будет срублено, орхидея быстро погибнет.
Естественные условия, в которых растут дракулы, характеризуются высокой влажностью, частыми дождями, низким уровнем освещённости и невысокими температурами.

## Биологическое описание
Представители этого рода — невысокие эпифитные растения с короткими стеблями и длинными ремневидными листьями.
Ризома укороченная.
Псевдобульбы у орхидей из рода Дракула, в отличие от большинства других представителей подсемейства Эпидендровые (Epidendroideae), отсутствуют. Листья могут иметь губчатую структуру, в этом случае они частично исполняют функции отсутствующих псевдобульб. Окраска листьев от светло- до темно-зелёной.
Цветки резко зигоморфные; у разных видов сильно отличаются по форме и окраске, но общим для них является то, что три чашелистика соединены у основания таким образом, что образуют чашу, при этом кончики (выросты) чашелистиков вытянуты далеко наружу. Эти выросты нередко покрыты волосками.
Цветоносы у большинства видов одноцветковые, прямые или слабо поникающие, у отдельных видов направлены вниз, проникая сквозь воздушные корни.
Семена мелкие, очень многочисленные, веретеновидные.

## В культуре
Дракулы были популярными оранжерейными растениями в Европе в конце девятнадцатого столетия. Их редкость, готическая форма и высокие требования к культуре делали эти растения дорогостоящим и ценным приобретением.
Эти растения поддаются культивированию, но они не будут расти в климате, который сильно отличается от климата естественных мест обитания. Неподходящие условия приводят к ожоговым пятнам, подсыханию кончиков листьев и преждевременному опадению цветков. Оранжерея должна быть довольно холодной, её необходимо оборудовать большими вентиляторами и кондиционерами; максимальная дневная температура не должна превышать 25 °C.
Освещение: тень, полутень.
Растения лучше всего выращивать в деревянных корзинах или пластмассовых горшках для водных растений. Контейнеры могут быть выложены слоем сфагнума и заполнены волокном Mexifern, а сверху накрыты большим количеством живого сфагнума. Чтобы сохранять мох в хорошем состоянии, важно для полива брать только дождевую воду. Молодые растения могут быть посажены на блоки из Mexifern’а с небольшой подложкой из мха. Многие коллекционеры используют высушенный новозеландский сфагнум.
Средняя температура содержания большинства видов — около 15 °C. В течение более теплого времени года температура не должна подниматься выше 25 °C.
Относительная влажность воздуха — 70—90 %.
|                                                                 |  |  |
| Слева направо: Dracula mopsus, Dracula pusilla, Dracula sergioi |  |  |

## Классификация

### Таксономическое положение
Род Дракула, как и род Масдеваллия (Masdevallia), из которого род Дракула был в своё время выделен, входят в трибу Эпидендровые (Epidendreae) подсемейства Эпидендровые (Epidendroideae) семейства Орхидные (Orchidaceae).
Таксономическая схема
| отдел Цветковые, или Покрытосеменные (классификация согласно Системе APG II) | |                                      |                                      |                                      |                                                                                                 |                                      |                                      |                                      |                                                   |                                      |                                      |                                      |                                      |                                      |                                      |                       | |                       |                       |  | |  |
|                                                                              | порядок Спаржецветные                                                                                     | порядок Спаржецветные                | порядок Спаржецветные                | порядок Спаржецветные                | порядок Спаржецветные                                                                           | порядок Спаржецветные                | порядок Спаржецветные                | порядок Спаржецветные                | порядок Спаржецветные                             | порядок Спаржецветные                | порядок Спаржецветные                | порядок Спаржецветные                | порядок Спаржецветные                | порядок Спаржецветные                | порядок Спаржецветные                | порядок Спаржецветные | порядок Спаржецветные                                                                                         | порядок Спаржецветные | порядок Спаржецветные |  | ещё 44 порядка цветковых растений, из которых к спаржецветным наиболее близки Аироцветные, Диоскореецветные, Лилиецветные, Панданоцветные и Частухоцветные |  |
|                                                                              | семейство Орхидные, или Ятрышниковые                                                                      | семейство Орхидные, или Ятрышниковые | семейство Орхидные, или Ятрышниковые | семейство Орхидные, или Ятрышниковые | семейство Орхидные, или Ятрышниковые                                                            | семейство Орхидные, или Ятрышниковые | семейство Орхидные, или Ятрышниковые | семейство Орхидные, или Ятрышниковые | семейство Орхидные, или Ятрышниковые              | семейство Орхидные, или Ятрышниковые | семейство Орхидные, или Ятрышниковые | семейство Орхидные, или Ятрышниковые | семейство Орхидные, или Ятрышниковые | семейство Орхидные, или Ятрышниковые | семейство Орхидные, или Ятрышниковые |                       | ещё 24 семейства, в том числе Агавовые, Амариллисовые, Асфоделовые, Гиацинтовые, Ирисовые, Луковые, Спаржевые |                       |                       |  | ещё 44 порядка цветковых растений, из которых к спаржецветным наиболее близки Аироцветные, Диоскореецветные, Лилиецветные, Панданоцветные и Частухоцветные |  |
|                                                                              | подсемейство Эпидендровые                                                                                 | подсемейство Эпидендровые            | подсемейство Эпидендровые            | подсемейство Эпидендровые            | подсемейство Эпидендровые                                                                       | подсемейство Эпидендровые            | подсемейство Эпидендровые            | подсемейство Эпидендровые            | подсемейство Эпидендровые                         | подсемейство Эпидендровые            | подсемейство Эпидендровые            |                                      | ещё четыре или пять подсемейств      |                                      |                                      |                       | ещё 24 семейства, в том числе Агавовые, Амариллисовые, Асфоделовые, Гиацинтовые, Ирисовые, Луковые, Спаржевые |                       |                       |  | ещё 44 порядка цветковых растений, из которых к спаржецветным наиболее близки Аироцветные, Диоскореецветные, Лилиецветные, Панданоцветные и Частухоцветные |  |
|                                                                              | триба Эпидендровые                                                                                        | триба Эпидендровые                   | триба Эпидендровые                   | триба Эпидендровые                   | триба Эпидендровые                                                                              | триба Эпидендровые                   | триба Эпидендровые                   |                                      | ещё, по разным данным, от пяти до пятнадцати триб |                                      |                                      |                                      | ещё четыре или пять подсемейств      |                                      |                                      |                       | ещё 24 семейства, в том числе Агавовые, Амариллисовые, Асфоделовые, Гиацинтовые, Ирисовые, Луковые, Спаржевые |                       |                       |  | ещё 44 порядка цветковых растений, из которых к спаржецветным наиболее близки Аироцветные, Диоскореецветные, Лилиецветные, Панданоцветные и Частухоцветные |  |
|                                                                              | род Дракула                                                                                               | род Дракула                          | род Дракула                          |                                      | около ста родов, в том числе Cattleya, Draconanthes, Masdevallia, Epidendrum, Reichenbachanthus |                                      |                                      |                                      | ещё, по разным данным, от пяти до пятнадцати триб |                                      |                                      |                                      | ещё четыре или пять подсемейств      |                                      |                                      |                       | ещё 24 семейства, в том числе Агавовые, Амариллисовые, Асфоделовые, Гиацинтовые, Ирисовые, Луковые, Спаржевые |                       |                       |  | ещё 44 порядка цветковых растений, из которых к спаржецветным наиболее близки Аироцветные, Диоскореецветные, Лилиецветные, Панданоцветные и Частухоцветные |  |
|                                                                              | более 120 видов, разделённых на три подрода; наиболее известные виды: • Dracula bella, • Dracula chimaera |                                      |                                      |                                      | около ста родов, в том числе Cattleya, Draconanthes, Masdevallia, Epidendrum, Reichenbachanthus |                                      |                                      |                                      | ещё, по разным данным, от пяти до пятнадцати триб |                                      |                                      |                                      | ещё четыре или пять подсемейств      |                                      |                                      |                       | ещё 24 семейства, в том числе Агавовые, Амариллисовые, Асфоделовые, Гиацинтовые, Ирисовые, Луковые, Спаржевые |                       |                       |  | ещё 44 порядка цветковых растений, из которых к спаржецветным наиболее близки Аироцветные, Диоскореецветные, Лилиецветные, Панданоцветные и Частухоцветные |  |
|                                                                              | |                                      |                                      |                                      | около ста родов, в том числе Cattleya, Draconanthes, Masdevallia, Epidendrum, Reichenbachanthus |                                      |                                      |                                      | ещё, по разным данным, от пяти до пятнадцати триб |                                      |                                      |                                      | ещё четыре или пять подсемейств      |                                      |                                      |                       | ещё 24 семейства, в том числе Агавовые, Амариллисовые, Асфоделовые, Гиацинтовые, Ирисовые, Луковые, Спаржевые |                       |                       |  | ещё 44 порядка цветковых растений, из которых к спаржецветным наиболее близки Аироцветные, Диоскореецветные, Лилиецветные, Панданоцветные и Частухоцветные |  |
|                                                                              | |                                      |                                      |                                      |                                                                                                 |                                      |                                      |                                      | ещё, по разным данным, от пяти до пятнадцати триб |                                      |                                      |                                      | ещё четыре или пять подсемейств      |                                      |                                      |                       | ещё 24 семейства, в том числе Агавовые, Амариллисовые, Асфоделовые, Гиацинтовые, Ирисовые, Луковые, Спаржевые |                       |                       |  | ещё 44 порядка цветковых растений, из которых к спаржецветным наиболее близки Аироцветные, Диоскореецветные, Лилиецветные, Панданоцветные и Частухоцветные |  |
|                                                                              | |                                      |                                      |                                      |                                                                                                 |                                      |                                      |                                      |                                                   |                                      |                                      |                                      | ещё четыре или пять подсемейств      |                                      |                                      |                       | ещё 24 семейства, в том числе Агавовые, Амариллисовые, Асфоделовые, Гиацинтовые, Ирисовые, Луковые, Спаржевые |                       |                       |  | ещё 44 порядка цветковых растений, из которых к спаржецветным наиболее близки Аироцветные, Диоскореецветные, Лилиецветные, Панданоцветные и Частухоцветные |  |
|                                                                              | |                                      |                                      |                                      |                                                                                                 |                                      |                                      |                                      |                                                   |                                      |                                      |                                      |                                      |                                      |                                      |                       | ещё 24 семейства, в том числе Агавовые, Амариллисовые, Асфоделовые, Гиацинтовые, Ирисовые, Луковые, Спаржевые |                       |                       |  | ещё 44 порядка цветковых растений, из которых к спаржецветным наиболее близки Аироцветные, Диоскореецветные, Лилиецветные, Панданоцветные и Частухоцветные |  |
|                                                                              | |                                      |                                      |                                      |                                                                                                 |                                      |                                      |                                      |                                                   |                                      |                                      |                                      |                                      |                                      |                                      |                       | |                       |                       |  | ещё 44 порядка цветковых растений, из которых к спаржецветным наиболее близки Аироцветные, Диоскореецветные, Лилиецветные, Панданоцветные и Частухоцветные |  |
|                                                                              | |                                      |                                      |                                      |                                                                                                 |                                      |                                      |                                      |                                                   |                                      |                                      |                                      |                                      |                                      |                                      |                       | |                       |                       |  | |  |

### Подроды
Род делят на три подрода:
- Dracula subg. Sodiroa — монотипный подрод с единственным видом Dracula sodiroi;
- Dracula subg. Xenosia — монотипный подрод с единственным видом Dracula xenos;
- Dracula subg. Dracula — подрод, в который входят все остальные виды.

### Виды
Род насчитывает 126 вида. Приводимые данные о шестидесяти видах следует считать устаревшими.
Ниже приведён список видов с указанием ареала и дополнительной информации. Возможна прямая и обратная сортировка первой и второй колонок.
|               |
| Dracula bella |

|                    |
| Dracula benedictii |

|                  |
| Dracula chimaera |

|                   |
| Dracula cochliops |

|                 |
| Dracula diabola |

|                    |
| Dracula polyphemus |

|                    |
| Dracula psittacina |

|                 |
| Dracula radiosa |

|                    |
| Dracula syndactyla |

|                   |
| Dracula trichroma |

|                  |
| Dracula ubangina |

|                 |
| Dracula vampira |

|                     |
| Dracula vespertilio |

|                                                                    |  |  |
| Слева направо: Dracula lotax, Dracula polyphemus, Dracula velutina |  |  |

### Гибриды

#### Межвидовые гибриды
Известны естественные межвидовые гибриды рода Дракула. Некоторые из них:
- Dracula × anicula [= Dracula cutis-bufonis × Dracula wallisii];
- Dracula × radiosyndactyla [= Dracula radiosa × Dracula syndactyla].

Оба указанных гибрида встречаются в Колумбии.

#### Межродовые гибриды
Известно несколько гибридов между видами родов Дракула и Масдеваллия. Эти гибриды объединены в гибридный род Дракуваллия:
×Dracuvallia Luer (1978) = Dracula Luer (1978) × Masdevallia Ruiz et Pav. (1794)